# Hermann Imre (orvos)
Hermann Imre (Budapest, 1889. november 13. – Budapest, 1984. február 24.) orvos, pszichiáter, pszichológus. A Magyar Pszichoanalitikus Társaság tagja, és a budapesti pszichoanalitikus iskola egyik legmeghatározóbb személyisége Ferenczi Sándor és Bálint Mihály mellett. Pszichológiai pályafutásának kezdetén a kísérleti lélektantól indult el, s végül az analitikus mélylélektanig jutott. Pszichoanalitikus munkásságát azonban élete végéig áthatották a korai kísérleti pszichológiai tanulmányok – melyeket Révész Géza laboratóriumában szerzett -, így születhetett meg számos jelentős elmélete, mint a széli preferencia elmélet, vagy más gondolkodáslélektannal foglalkozó tanulmányai. Másrészről a modern fejlődéslélektan is sokat köszönhet munkásságának; megalkotott olyan jelentős teóriákat, mint a megkapaszkodás ösztön-elmélete, mely bizonyítja, hogy Hermann Imre az élettan, az etológia és a kísérleti pszichológia alapjaiból kiindulva igyekezett felépíteni az általa leírt jelenségek elméleti hátterét. Munkássága így kiváló példája a különböző tudományterületek integrálásának kísérletére, mellyel közelebb igyekezett hozni a pszichoanalízist a természettudományos állásponthoz.
Hermann Imre személyisége mindemellett azért is kiemelkedő a magyar pszichoanalízis történetében, mert miután túlélte a második világháború viszontagságait, az országban maradt, és az 1945 utáni kommunista uralom alatt is kitartott a pszichoanalízis mellett.

## Életútja
Hermann Mór és Glasel Hermin fiaként született. Szülei második fiaként nevelkedett polgári családban, édesapja vasút-igazgatási hivatalnok volt. Édesanyja bátor és kíváncsi gyermekként jellemezte őt, aki szeret meséket kitalálni és azokat másoknak előadni. Már kamaszként érdeklődéssel fordult a pszichológia felé, a botanika és a matematika tudománya mellett. Ez utóbbi felé irányuló vonzalma a későbbiekben is megmaradt; matematikai-logikai problémákat pszichoanalitikus szemszögből is igyekezett értelmezni. Hermann érettségit a Tavaszmező utcai gimnáziumban tett.
Másodéves orvostanhallgatóként már Révész Géza kísérleti pszichológiai laboratóriumában dolgozott. Kezdetben gyermeklélektannal és az érzékelés lélektanával foglalkozott, mely témák megjelennek 1911-ben készített első dolgozatában is.
Révész laboratóriumában ismerkedett meg Cziner Alice-szal, aki később Hermann Alice néven vált ismertté. Házasságukból három gyermek született, 1922-1975 között 53 éves házasság kötötte őket össze.

## Kapcsolata a pszichoanalízissel
A pszichoanalízissel először Székács Pál medikustársa jóvoltából találkozott, aki felhívta Hermann figyelmét Ferenczi Sándor mélylélektani szemináriumaira. Hermann Imre a szeminárium alatt végig kritikusan állt az analízishez. Egy az 1970-es években írt beszámolójában megjegyzi: „Bár bíráltam a pszichoanalízis bizonyos vonásait, Ferenczi engem is meghívott a társaságába.” Hermann későbbi vezető pszichoanalitikus szerepében sem adta fel teljesen kísérleti pszichológiai gyökereit – mindez bizonyítja, hogy a két irányzat nem zárkózott el hermeneutikusan egymástól. Integrált tudományos álláspontját többek között a széli választásról szóló elmélete is bizonyítja.
Hermann Imre negyedéves orvostanhallgatóként már Donáth Gyula ideggyógyász osztályán analizált betegeket a Szent István Kórházban. Az ötödév végén a gyulai kórház elmeosztályán dolgozott. Egészében véve az élete során sohasem folytatott rendszeres pszichiátriai praxist, mely tény bizonyítja, hogy az analízishez sem a pszichiátrián keresztül jutott el. 1913-ban avatták orvossá.
Az első világháború alatt négyéves frontszolgálatot teljesített, mely időszakban néhány gondolkodáslélektani megfigyelést tett. A tanácsköztársaság idején tanársegédként foglalkoztatták Révész Géza mellett. 1919. őszén ismerkedett meg Bálint Mihállyal, mikor az antiszemita élű diákzavargások elől mindketten az egyetemi Gólyavárba menekültek. A tanácsköztársaság időszakát szellemi pezsgés jellemezte, maga a pszichoanalízis is nyilvános teret nyert. A magyarországi pszichoanalitikusok többnyire baloldali beállítottságúak voltak. Hermann Imre is tagja volt a korszak egyik jelentős baloldali tudományos társaságának, a Galilei Körnek. Hermann a Régi Galileisták Szabadszervezetén keresztül ideggyógyászati járóbeteg-rendelések szervezésére és vezetésére, valamint elmeügyi reformok megalkotására vállalkozott.
1921-22-ben kiképző analízisen esett át Révész Erzsébetnél. Vizsgái után magánpraxisban betegeket analizált, de már 1919 óta folytatott pszichoanalitikus gyakorlatot. 1922-ben a berlini Pszichoanalitikus Kongresszuson Ferenczi Sándor bemutatta Sigmund Freudnak. Későbbi kapcsolata Freuddal kedvezőbben alakult, mint Bálint Mihálynak, mely a kettőjük közötti ellentétet tovább mélyítette. (A budapesti Pszichoanalitikus Egyesület híres volt belső vitáiról, mely a Bálint-Hermann ellentétből kiindulva jellemzően a két tábor köré szerveződött.) Hermann Freud rokonszenve mellett Ferenczi Sándor támogatását is élvezte; kettejük viszonya különböző érdeklődési köreik ellenére is harmonikus volt, mely egyfajta mester – tanítvány(utód) kapcsolatként is jellemezhető. 1925-ben Hermann Imrét kinevezték a Magyar Pszichoanalitikus Egyesület titkárává. 1936-1944 között elnökhelyettes, 1945-től már elnök volt az egyesületben.
Az 1930-as évek során részt vett a legfontosabb pszichoanalitikus rendezvényeken, mint az 1935. június 8-10. között megrendezésre kerülő I. Vierländertungon, Bécsben, melyen Ausztria, Csehország, Magyarország és Olaszország analitikusai találkoztak. Az 1937. május 15-17-én megtartott budapesti II. Vierländertungon is jelen volt, és előtte 1936. augusztus 2-8. között megtartott XI. Pszichoanalitikus Kongresszuson Marienbad-ban előadást is tartott az én és a felettes-én ösztönmegszállásairól. Mindemellett gyakori vendége volt Szondi Lipót lakásán tartott szemináriumainak, és ő képezte ki József Attila híres analitikusát, Bak Róbertet is.
Az 1936 és 1945 közötti fasizálódás időszaka a pszichoanalízis szempontjából is a „sötétség éveinek” volt tekinthető. Számos zsidó származású analitikus vesztette életét haláltáborokban, vagy kényszerült menekülésre a náci hatalom elől. Akik nem emigráltak, kéthetente gyűltek össze, a rendőrség felügyelete mellett megtartott üléseken. Hermann Imre számos előadást tartott az összejöveteleken, kizárólag olyan tudományos témákban, melyeket a rendőrség emberei nem érthettek. Így sohasem esett szó olyan témákról, melyek kisebb-nagyobb mértékben érintették a szexualitás tárgykörét. 1943-ban jelent meg Hermann egyik leghíresebb munkája, Az ember ősi ösztöneiről címmel, némileg megcsonkítva, mivel a cenzúra kitöröltette a női maszturbációval és a szexuális aktivitással foglalkozó részeket.
Még 1942-ben az egyesület vezetői beszüntetik a pedagógusoknak tartott szemináriumokat, annak érdekében, hogy csökkentsék a súrlódást a hatóságokkal. Ennek ellenére orvosok számára szociálpszichológiai tanfolyamokat hirdettek, melyeken olyan témák kerültek előtérbe, mint a militarizmus, antiszemitizmus, propaganda és a demokrácia lélektana. Ezeken az előadásokon Hermann Imre is részt vett előadóként. 1944-re a pszichoanalitikusok illegális vagy fél-illegális munkavégzésre kényszerültek. Hermann is tartott előadásokat „megjelölt” házakban, Freud ideggyógyászati munkásságáról és a paranoiáról, mely meghatározó témának tekinthető a fasizálódás időszakában. Emellett vöröskeresztes házban is tartott előadást pedagógusoknak pszichoanalitikus problémákról.
A második világháború után a magyar pszichoanalitikusok körében erőteljes politikai balratolódás volt megfigyelhető, főleg a zsidó származású analitikusoknál. Többen önszántukból beléptek a kommunista pártba, többek között Hermann Imre és családja is.
1945-től az egyesület tagjai ismét rendszeres találkozókon vettek részt minden második héten. 1946. június 1-jén, az éves ünnepség keretein belül, melyet Ferenczi halálának évfordulóján tartottak, Hermann emlékezett meg a háború és a fasizmus áldozatairól. A pszichoanalitikus érdeklődés erőteljesen a háború történései felé fordult, többek között a nácizmus lélektana irányába. Hermann Imre céljai között szerepelt a háborús főbűnösök analitikus szemléletű vizsgálata, de ezt a szándékát nem sikerült keresztül vinnie. Emellett 1946-ban kérdőíves vizsgálattal kutatta a tartós koplalás lelki hatásait a túlélők körében.
A háború után egyetemi tanárrá nevezték ki, felesége Hermann (Cziner) Alice a szakszervezetek nevelésügyi tanácsadója lett. Eközben mindketten szabadegyetemi előadásokat tartottak. Hermann Imre a rádióban is előadást tarthatott az agresszióról, illetve 1946. május 6-án, Freud 90. születésnapján, magáról Freudról is beszélhetett. Emellett a háború után újjáéledtek a megszakadt nemzetközi kapcsolatok is; Hermann Imre és Lévyné F. Kata részt vettek az európai pszichoanalitikusok amszterdami találkozóján.
Ám a kommunista elnyomás a magyar pszichoanalízist ismét visszaküldte a tudományos és társadalmi gettóba, mivel erőteljes támadásokat indítottak az analízis ellen. 1948-ban Hermann előadást is tartott a pszichoanalízis védelmében, mely esemény a Wesselényi utcai vita címén híresült el. Az egyesület feloszlatására 1948-ban került sor, mivel a kommunista hatóságok fenyegetésekkel kényszeríttették rá a tagokat hivatásuk feladására. Hermann Imre egyetemi kinevezését is visszavonták, s ettől kezdve nem taníthatott. Megélhetése érdekében, a kommunista ellenszenv mellett, próbálta magánrendeléseit feltűnésmentesen végezni. Később a Hermann házaspár igyekezett együttműködni a hatóságokkal; Hermann Alice részt vállalt a Rákosi-korszak gyermeklélektani és pedagógiai irányvonalának kialakításában. A kommunista diktatúra 1960-ban felhasználta Hermann Imre egyik tanulmányát, hogy megrendezett tudományos vitát indíthassanak általa, mely segítségével a szovjet dogmatikus álláspontot erősíthették.
Az ideológia enyhülésének idején (1956 után), azonban az analízissel szemben táplált agresszió is csökkenni látszott. A hatalom képviselői engedélyezték néhány pszichoanalitikus kiáltvány megjelenését, mint pl. A pszichoanalízis és modern irányzatai című antológia, melyhez Hermann Imre is hozzájárult egy tanulmányával. 1969-ben, 80. születésnapja alkalmából magas kormánykitüntetésben is részesült. 1974. július 1-jén a Magyar Ideg- és Elmeorvosok Társaságának tudományos ülésén tarthatott előadást.

Hermann Imre 1984. február 24-én, 94 éves korában hunyt el Budapesten.

## Munkássága
Hermann Imre pszichoanalitikus munkássága a gondolkodáslélektan témája köré szerveződött elsősorban. Munkásságának alapgondolata, hogy a gondolkodás nemcsak a külvilág visszatükrözéséből áll, hanem szerves részét képezik az egyén belső tapasztalataiból kialakuló jellemző sajátosságok. Hermann úgy vélte, hogy maga a gondolkodás szervesen kapcsolódik minden lelki instanciához, így nem csupán a külvilág ingereinek feldolgozását jelenti, hanem egyben a különböző tudatrétegek közös nyelve is egyben.
1921-ben megjelent egy könyvbírálata, melyben utalt az akadémikus tudatpszichológia és a pszichoanalízis hasonlóságaira és különbségeire. 1922-ben a nyilvánosság elé tárt egy álomfejtéses esetet. Ebben az időszakban jelentek meg pszichoanalitikus gondolkodás-lélektani írásai, melyekben Hume és S. Mill nézeteinek kialakulását vizsgálta, az intelligencia és az alkotás témakörében. 1924-ben jelent meg híres műve Pszichoanalízis és logika címmel, melyben a gondolkodást és a logikát, mint tipikus én-funkciókat elemezte. Ebben a tanulmányban kimutatta, hogy a tudattalan működésében éppúgy megfigyelhetőek logikai műveletek és elemek, mint a tudatban. Megállapítja, hogy mindezt ebben az esetben is a felettes-én irányítja, mely tétel jól kapcsolódik Jean Piaget azon elképzeléséhez, hogy „a logika a gondolkodás morálja”. Hermann úgy tartja, hogy a logikai műveletek keletkezése a felettes-én kialakulásának szakaszaihoz szorosan kapcsolódik.
Hermann Imre matematikai és pszichoanalitikus érdeklődésének legjellemzőbb ötvözete a Bolyai Jánosról készített tanulmányában nyilvánult meg (1945). Ebben a munkájában is megkísérelte nyomon követni és igazolni a gondolati működés és a belső pszichés folyamatok párhuzamba állítását. Eredményeit az alkotáslélektan azon tétele támasztja alá, mely szerint a nagy gondolati események és felfedezések kétségtelenül tudattalan folyamatok következményei, és kimutatható, hogy a tudományos megoldásokat létrehozó élményanyag gyakran igen távol esik a tudományos tárgytól.
Az én és a gondolkodás című, 1929-ben megjelent cikkében a gondolkodás énszerkezetben elfoglalt helyéről ír. Munkájában kifejti, hogy számos olyan tudattalanból eredő jelenség, mint az elszólás vagy a felejtés nyilvánvalóan értékelő, logikai funkcióval rendelkezik. Mindemellett újszerű álláspontra jut az énfejlődéssel kapcsolatban. Hermannál az én „saját maga fejlődött ki a tudomásul vehető dolgokból”, s magját az érzékelési rendszerek alkotják. Ez a nézet ellentétes a freudi elképzeléssel, mely szerint az én az ősvalaminek a külvilág hatására módosult része.
Hermann Imre késői gondolkodáslélektani munkásságát a fonetika és a zene felé történő fordulás jellemzi. Az 1970-es években összefüggéseket keresett a muzikalitás és a különböző perverziók között.
Összességében kijelenthető, hogy Hermann gondolkodással kapcsolatos munkásságát jól fémjelzi kísérleti lélektani és egyben analitikus beállítottsága. Híres elméletei többnyire ebből a kettős teoretikus keretből táplálkoztak.

## Széli választásról szóló elmélete
Hermann Imre korai munkásságának gyümölcse az elmélet, amelyben összekötötte a kísérleti lélektant a pszichoanalitikus állásponttal. A tétel lényege, hogy amikor egészséges felnőtteknek kell egy halmazból választaniuk véletlenszerűen elemeket, akkor leginkább középről választanak, míg a gyermekek, a pszichés betegek, és a törzsközösségben élő személyek inkább a széleket preferálják. Ez az egyszerű kísérlet jól demonstrálta, hogy a tudattalan a gondolkodásra nemcsak tartalmában, hanem műveleti szinten is hatást gyakorol. Az elméletet később Székely Lajos és Mérei Ferenc megfigyelései is alátámasztották.

## A megkapaszkodás-ösztön elmélete
Hermann Imre egyik legjelentősebb pszichoanalitikus eredménye volt, hogy bevezette a megkapaszkodás-ösztön fogalmát az elméletbe, mely leghíresebb művében Az ember ősi ösztöneiben jelent meg 1943-ban. Mindez rendkívül újszerűnek számított a korszakban, mivel összekapcsolta az analitikus megközelítést a főemlősökről szerzett etológiai ismeretekkel. (Maga Freud valószínűleg nem érthetett egyet az újítással, mert sehol sem reflektál rá műveiben. Ösztönelméletét a pszichoanalitikus mozgalom más tagjai is tartózkodóan fogadták.)
Hermann azt feltételezi ebben a nagy hatású elméletében, hogy a csecsemő fogó- és átkarolási reflexe (Moro-reflex), a főemlősök megkapaszkodási késztetésének maradványa. Etológiai megfigyelések bizonyítják, hogy számos majomfajta esetében megfigyelhető ez a jelenség, mely során az újszülött majom anyja szőrzetébe kapaszkodva tölti élete első néhány hetét, hónapját. A majomkölykök emellett regressziós helyzetben (pl. veszély esetén) is visszatérnek anyjuk testére. Alvás közben is megfigyelhető fiatal egyedeknél, amint mellső és hátsó végtagjaikkal görcsösen szorongatják a közel eső tárgyakat. Hermann szerint ez a megkapaszkodási ösztön sérül, mivel nincs szőrzet, mely biztosíthatná a megkapaszkodást. Ebben az elméletében elsősorban azt hangsúlyozza, hogy a viselkedés számos eleme biológiai eredetű, és az ember is rendelkezik veleszületett ösztönkésztetésekkel. Teóriáját igyekezett minél szélesebb körben kiterjeszteni, így gyakran téves levezetésekhez is jutott például, amikor az antiszemitizmus jelenségében a megkapaszkodási ösztön sérülését véli felfedezni.
Elméletével szemben azonban jelentős kétségek merülnek fel. Az újszülött a Moro-reflexen kívül még számos más hipotalamikus eredetű reflexxel jön a világra (pl. lépő- és úszóreflex stb.). Ezek mindegyikére ugyanaz a sors vár: az életkor előrehaladtával a nagy kortikális mozgatópályák aktivizálódása miatt a tudatos mozgásvezérlés legátolja működésüket, s habár a mozgásminta megmarad, már nem lehet reflexszerűen kiváltani. Mindez hozzátartozik a csecsemő normális fejlődéséhez. Hermann azonban nem beszél a további reflexekről, annak ellenére, hogy járatos a neurológiában.
Emellett a Hermann által felállított elméleti keret sem állja meg teljes mértékben a helyét az evolúciós értelmezésben. Hermann azt állítja, hogy a megkapaszkodási ösztön, habár a majmokhoz viszonyítva jelentősen sérült az embernél, illetve bizonyos életkor után a Moro-reflex nem váltható ki automatikusan, mindenképpen megmaradt az emberi fajnál is, mint szükséglet. Az evolúcióelmélet tanítása ezzel szemben éppen azt hangsúlyozza, hogy azokra a fajokra hatott pozitívan a szelekciós nyomás, amelyek képesek voltak szükségleteikkel együtt alkalmazkodni a változó környezeti feltételekhez. Így tehát az embernél vagy el kellett volna tűnnie a Hermann által leírt ösztönjelenségnek, vagy a megkapaszkodási-ösztön elméletben pontosítani kellene a fogalmi meghatározásokat (pl. Mi az ösztön kritériuma? Melyek tekinthetőek a sérülés jeleinek? stb.). Összességében azonban Hermann Imre megkapaszkodási ösztön elméletében fontos, és a mai napig a modern fejlődéslélektanra hatást gyakoroló lényegi elem, hogy „a gyermek nem önszeretetét bocsátja ki a külvilág tárgyaira, hanem veleszületett késztetéssel rendelkezik a külvilághoz való kapcsolódás s abban a számára legfontosabb tárgy, az anya iránt”.

## Népszerű művek a nevelésről
Hermann Imre sokat tett a pszichoanalízis népszerűsítéséért is. Elsőként foglalta össze magyarul, népszerű formában a pszichoanalízis gyermekek nevelésére vonatkozó írásait. Legfontosabb neveléselméleti tanulmánya a feleségével közösen írt cikk első gyermekük fejlődéséről, melynek címe Ahogyan a kisgyermek érez és gondolkodik (1927). Ebben a közös munkájukban arra igyekeznek felhívni a szülők figyelmét, hogy a gyermeki gondolkodás minőségileg különbözik a felnőttétől, így gyermekeink viselkedésének megértéséhez nagy szükség van fejlődésük tudatos figyelemmel kísérésére. A megkapaszkodási ösztön kapcsán arról írnak, hogy a primitív népcsoportoknál megfigyelhető, amint a nők testükre kötözve hordják gyermekeiket, s ezt a Hermann házaspár természetesebb jelenségnek tartja, mint a modern társadalomban divatos elválasztást.
Egy 1929-ben megjelent munkájában Hermann Imre arra a kérdésre keresi a választ, hogy „okozhat-e a vizsgahelyzet neurózist?” Válasza erre egyértelműen nemleges, mivel a vizsgahelyzet csupán alkalom lehet a neurotikus tünet kibontakozására, de az egészséges embereknek el kell tudni viselni a terhelést. Néhány évvel később 1931-ben Hermann Imre egy érdekes tanulmányt jelentetett meg a pedagógiában megfigyelhető indulatáttételről. Erre azt a kiváló példát hozza, hogy a gyermekek iskolai tanulmányaik kezdetén a tanítónőket gyakran „anyunak” szólítják. Ezzel a munkájával a pedagógusok figyelmét kívánta felhívni a jelenségre, hogy később munkájukban körültekintően alkalmazzák a pedagógiai-pszichológiai eszközöket.
Összességében kijelenthető, hogy Hermann Imre munkássága a pszichoanalitikus mozgalomban egyedülállónak tekinthető, elsősorban gondolkodáslélektani megközelítéséért. A modern fejlődéslélektan sokat köszönhet elméleteinek, tanulmányainak. Művei nemzetközi érdeklődést váltottak ki, többet közülük lefordítottak németre, franciára és olaszra.

## Főbb művei
- Bevezetés a pszichoanalízis gondolatkörébe (Bp., 1923)
- Pszichoanalízis és logika (Bp., 1924)
- Az én és gondolkodás (Bp., 1929)
- A pszichoanalízis mint módszer (Bp., 1933, átdolgozott kiadás 1988)
- A magyar nemzetiszocialista munkaértékelés és munkadíjpolitika alapelvei; Ludvig Ny., Miskolc 1941
- Az ember ősi ösztönei. Összehasonlító vizsgálatok a pszichoanalízis és a főemlősök biológiája alapján; Pantheon, Bp., 1943
- Az antiszemitizmus lélektana (Bp., 1945, átdolgozott kiadás 1990)
- Bolyai János. Egy gondolat születésének lélektana (Bp., 1945)
- Az első tíz év. A gyermek lelki élete magyar írók, művészek és tudósok önéletrajzában (Bp., 1959)
- Az ember ősi ösztönei; sajtó alá rend., bővítések franciából ford. V. Binét Ágnes, utószó Nemes Lívia; 2. bőv. kiad.; Magvető, Bp., 1984 (Magyar Hírmondó)
- A pszichoanalízis mint módszer; ford. Linczényi Adorján; Gondolat, Bp., 1988
- Perverzió és muzikalitás. Adalékok a perverzió dinamikájához; ford. Széchey Orsolya, Veres Andrea, előszó Vikár György, utószó Csillag Mária; Animula, Bp., 1999
- Bolyai János. Egy gondolat születésének lélektana; szerk. Juhász Angéla; Animula, Bp., 2007
- Magyar nyelvű cikkek, tanulmányok, 1911–1933; szerk. Juhász Angéla; Animula, Bp., 2007
- Magyar nyelvű cikkek, tanulmányok, 1934–1971; szerk. Juhász Angéla; Animula, Bp., 2007
- Gondolkodás-lélektani tanulmányok; ford. Berényi Gábor; Animula, Bp., 2011
- Kreativitás és alkotás. Pszichoanalitikus tanulmányok; ford. Berényi Gábor, bev. Lukács Dénes, szerk. Vincze Anna; Animula, Bp., 2013
- További adalékok a pszichoanalízis elméletéhez; ford. Berényi Gábor; Animula, Bp., 2014

## Róla írt főbb művek
- Irodalmi emlékkönyv Hermann Imre 80. születésnapjára (1969)
- Hermann Imre 80 éves (1969. Orvosi Hetilap, 45. szám)
- Nicolas Abraham: Introduction a Hermann (1972. Źinstinct filial, Párizs)
- Binét Ágnes: A pszichoanalízis egyik magyar úttörője, Hermann Imre pályaképe (1979. Élet és tudomány, 51-52. szám)
- Vekerdy Tamás: Az igazság keresése. Hermann Imre 90 éves (1979. Gyermekünk, 11. szám)
- Vikár György: Hermann Imre 90 éves (1979. Orvosi Hetilap, 47. szám)
- Nemes Lívia: Biographical notes on Professor Imre Hermann (1980. International Review of Psycholoanalyse, 1. szám)
- Déri Zsuzsa: The theory and therapy of Bálint, Ferenczi, Hermann and Szondi (1984. The New Hungarian Quarterly, 95. szám)
- Nemes Lívia: Hermann Imre munkássága (Bp, 1984)
- Harmat Pál: Hermann Imre (1984. Irodalmi Újság, 2. szám)
- Déri Zsuzsa: Szondi Lipót és Hermann Imre (1986. Pszichológia, 3. szám)
- Déri Zsuzsa: Hermann Imre helye a pszichoanalitikus elméletben ma (Bp., 1989)
- Hermann helye a pszichoanalitikus elméletben ma. Emlékülés Hermann Imre születésének 100. évfordulóján. 1989. november 11-12., Budapest; Magyar Pszichoanalitikus Egyesület, Budapest, 1989